# محوطه گورکن
محوطه گورکن مربوط به عصر آهن است و در شهرستان مانه و سملقان، بخش مانه، دهستان اترک، ۱/۵ کیلومتری شرق روستای اسفیدان واقع شده و این اثر در تاریخ ۱۸ شهریور ۱۳۸۷ با شمارهٔ ثبت ۲۳۲۶۹ به‌عنوان یکی از آثار ملی ایران به ثبت رسیده است.